# Matteo Goffriller
Matteo Goffriller (tudi Mateo Gofriller), italijanski izdelovalec violončel, * 1659, † 1742.
Dejaven naj bi bil med letoma 1689 in 1740. Bil je mojstrski rokodelec in eden največjih izdelovalcev violončel svojega časa. Ustanovil je Beneško šolo izdelovalcev godal. Njegov brat je bil Francesco Goffriller.
Goffriller je bil bolj kot ne nepoznan do 20. stoletja. V preteklosti so bila njegova glasbila napačno pripisana izdelovalcem, kot so Guarneri, Bergonzi in celo Antonio Stradivari. V 20. letih 20. stoletja so začeli njegove instrumente postopoma prepoznavati. Najzgodnejši instrument, ki je bil prepoznan za njegovega, je viola de gamba iz leta 1689. Pablo Casalsev Goffriller je bil prvotno pripisan Bergonziju.
Goffrillerjevi instrumenti so danes zelo iskani in so cenjeni med profesionalnimi čelisti.